# Revolution Revolución
Revolution Revolución er nu-metalbandet Ill Niños debutalbum der udkom i 2001. Albummet har solgt over 300.000 oplag. Det blev genudgivet i 2002 med flere bonusnumre og to videoer.

## Numre
1. "God Save Us" – 3:39
2. "If You Still Hate Me" – 2:55
3. "Unreal" – 3:33
4. "Nothing's Clear" – 3:22
5. "What Comes Around" – 3:46
6. "Liar" – 3:31
7. "Rumba" – 3:35
8. "Predisposed" – 4:13
9. "I Am Loco" – 3:30
10. "No Murder" – 3:21
11. "Rip Out Your Eyes" – 2:49
12. "Revolution/Revolución" – 3:30
13. "With You" – 3:57

Ekstra numre på gendugivelse:
1. "Fallen"
2. "Eye for An Eye" (Live) (Soulfly cover)
3. "God Save Us" (Live)
4. "What Comes Around" (Spansk version)
5. "Unreal" (Spanish Version)
6. "What Comes Around" (Day of the Dead Mix)
7. "What Comes Around" (Video)
8. "Unreal" (Video)

## Musikere
- Cristian Machado – Vokal
- Jardel Martins Paisante – Guitar
- Marc Rizzo – Guitar
- Lazaro Pina – Bas
- Dave Chavarri – Trommer
- Roger Vasquez – Perkussion
- Omar Clavijo – Programmering, turntable og keyboard